# Maybe Memories
Maybe Memories es un álbum compilatorio de la banda estadounidense The Used, lanzado el 8 de julio de 2003. El álbum consta de canciones en vivo de su álbum homónimo, demos de Demos from the Basement y material inédito.
En 2002, "Alone This Holiday" fue lanzado como sencillo promocional para Estados Unidos.

## Lista de canciones
CD
| CD  |                                                                                               |          |  |
| N.º | Título                                                                                        | Duración |  |
| 1.  | «Maybe Memories» (En vivo en Henry Fonda Music Box Theatre; 21 de marzo de 2003)              | 3:12     |  |
| 2.  | «A Box Full of Sharp Objects» (En vivo en Henry Fonda Music Box Theatre; 21 de marzo de 2003) | 2:56     |  |
| 3.  | «On My Own» (En vivo en Henry Fonda Music Box Theatre; 21 de marzo de 2003)                   | 2:46     |  |
| 4.  | «Say Days Ago» (En vivo en Henry Fonda Music Box Theatre; 21 de marzo de 2003)                | 5:41     |  |
| 5.  | «Just a Little» (Pista inédita del primer álbum)                                              | 3:29     |  |
| 6.  | «It Could be a Good Excuse» (Pista de Demos from the Basement)                                | 2:52     |  |
| 7.  | «Zero Mechanism» (Pista de Demos from the Basement)                                           | 2:36     |  |
| 8.  | «Bulimic» (Pista de Demos from the Basement)                                                  | 3:23     |  |
| 9.  | «Alone This Holiday» (Grabado para el álbum navideño de KROQ)                                 | 2:57     |  |
| 10. | «Sometimes I Just Go for It» (Pista inédita, para una idea del primer álbum)                  | 4:46     |  |

DVD
| DVD | |          |  |
| N.º | Título | Duración |  |
| 1.  | «Maybe Memories» (Vídeo diario) | 36:42    |  |
| 2.  | «A Box Full of Sharp Objects» (Vídeo musical) | 3:05     |  |
| 3.  | «The Taste of Ink» (Vídeo musical) | 3:22     |  |
| 4.  | «Buried Myself Alive» (Vídeo musical) | 3:36     |  |
| 5.  | «Blue and Yellow» (Vídeo musical) | 3:27     |  |
| 6.  | «Buried Myself Alive» (Making of) | 9:10     |  |
| 7.  | «The Taste of Ink» (Making of) | 8:59     |  |
| 8.  | «Maybe Memories» (En vivo en Henry Fonda Music Box Theatre; 21 de marzo de 2003) |          |  |
| 9.  | «A Box Full of Sharp Objects» (En vivo en Henry Fonda Music Box Theatre; 21 de marzo de 2003) |          |  |
| 10. | «On My Own» (En vivo en Henry Fonda Music Box Theatre; 21 de marzo de 2003) |          |  |
| 11. | «Say Days Ago» (En vivo en Henry Fonda Music Box Theatre; 21 de marzo de 2003) |          |  |
| 12. | «Bert» (Vídeo biográfico de la banda) | 2:57     |  |
| 13. | «Jeph» (Vídeo biográfico de la banda) | 2:48     |  |
| 14. | «Branden» (Vídeo biográfico de la banda) | 3:23     |  |
| 15. | «Quinn» (Vídeo biográfico de la banda) | 2:41     |  |
| 16. | «COPS» (Huevo de Pascua oculto. Vídeo casero de Branden, Jeph, y Quinn haciendo una persecución similar a COPS en skate. Esto se puede ver yendo a "la banda" y presionando a la izquierda en Jeph) | 9:31     |  |

## Créditos
| The Used - Bert McCracken – voces, piano - Branden Steineckert – batería, percusión, coros - Quinn Allman – guitarras, coros - Jeph Howard – bajo, coros Músicos adicionales - Kelly Osbourne – voces (track 9) Producción - Justin Wambolt-Reynolds – diseño - John Feldmann – producción, ingeniero de sonido, mezcla, compositor (track 9) - Mark Blewett – ingeniero de sonido adicional - Joe Gastwirt – masterización - Craig Aaronson – productor ejecutivo, A&R | Producción técnica (vídeo) - Evan Aaronson – producción, editor, director - Paul Heiman – editor - Hello Media – producción, director - John Feldmann – mezcla de audio - Hello Media – producción, editor - Ken Blaustein – trabajo de cámara adicional - Seth Manheimer – trabajo de cámara adicional - The Used – trabajo de cámara adicional - David May – producción - Penny Marciano – director de producción - Raena Winscott – coordinador gráfico - Spencer Chrislu – autoría de DVD - Craig Aaronson – autoría de DVD - David Dieckman – autoría de DVD |